# Harmony (Pensilvania)
Harmony es un borough ubicado en el condado de Butler en el estado estadounidense de Pensilvania. En el año 2000 tenía una población de 937 habitantes y una densidad poblacional de 953 personas por km².

## Geografía
Harmony se encuentra ubicado en las coordenadas 40°48′10″N 80°7′40″O / 40.80278, -80.12778.

## Demografía
Según la Oficina del Censo en 2000 los ingresos medios por hogar en la localidad eran de $40,833 y los ingresos medios por familia eran $47,411. Los hombres tenían unos ingresos medios de $36,875 frente a los $25,357 para las mujeres. La renta per cápita para la localidad era de $21,693. Alrededor del 4.5% de la población estaba por debajo del umbral de pobreza.